# Phasmahyla guttata
Phasmahyla guttata är en groddjursart som först beskrevs av Lutz 1924.  Phasmahyla guttata ingår i släktet Phasmahyla och familjen lövgrodor. IUCN kategoriserar arten globalt som livskraftig. Inga underarter finns listade i Catalogue of Life.